# Hegedűs Ilona
Hegedűs Ilona (?–) az Amerikai Egyesült Államokban angol nyelven publikáló költő.
A Túlvilági útikalauz (Unearthly Companion, 2005) szerzője. Elsősorban a sci-fi, a fantasy és a horror műfajába tartozó versei révén lett ismert. Muses Prize-ra (2005) és James B. Baker Award-ra jelölték (2006).
A European Reader c. internetes magazin alapítója volt (2006-tól 2010-ig működött).
Több év szünet után, 2017-ben kezdett el újra írni. Szépirodalmi lapok és antológiák is közlik írásait.
Magyar nyelven is ír. Könyves bloggerként is ismert.
Számos magazinban és antológiában jelentek már meg versei. Többek között az Egyesült 
Államokban, Angliában, Franciaországban, Görögországban és Magyarországon is jelentek már 
meg írásai nyomtatásban.
Egy interjú a szerzővel http://inkmapsandmacarons.com/n-s-interjuk-hegedus-ilona/